# Парламентские выборы на Сент-Люсии (2021)
Парламентские выборы на Сент-Люсии проходили 26 июля 2021 года. Избиратели избирали всех 17 членов Палаты собрания. Результатом стала победа оппозиционной Лейбористской партии Сент-Люсии, которая получила 13 из 17 мест в Палате представителей, в то время как правящая Объединённая рабочая партия потеряла девять из одиннадцати мест.

## Избирательная система
17 членов Палаты собрания избираются по системе относительного большинства в одномандатных округах. Представитель победившей партии становится премьер-министром. Спикер палаты избирается после выборов извне парламента.
Согласно Конституции, выборы в новую сессию парламента могут быть проведены не позднее, чем через 5 лет и 90 дней после открытия предыдущей сессии. Первая сессия после выборов 2016 года состоялась 12 июля 2016 года, поэтому крайний срок следующих выборов был октябрь 2021 года. Действующий премьер-министр Аллен Частанет высказался за более позднюю дату, заявив в апреле 2021 года о своём намерении избежать новой вспышки пандемии COVID-19 на Сент-Люсии. Тем не менее, 5 июля 2021 года он объявил, что выборы состоятся 26 июля.

## Предвыборная кампания
Политические партии начали объявлять потенциальных кандидатов в декабре 2020 года. Ко дню номинации, 16 июля, правящая Объединённая рабочая партия выдвинула кандидатов по всем 17 округам. Оппозиционная Лейбористская партия Сент-Люсии выдвинула кандидатов в 15 округах, но не выдвинула кандидатов в двух округах, где бывшие члены Объединённой рабочей партии проводили агитацию в качестве независимых. Национальная партия зелёных выдвинула кандидатов по восьми округам.
Хотя стороны проводили предвыборные митинги, они взаимно согласились не допускать проездов кортежей после предупреждений органов здравоохранения.
В июне 2021 года Объединённая рабочая партия объявила о своих обязательствах из пяти пунктов первоочередных задач, которые она поставит в случае переизбрания: обещание включало дополнительную поддержку нуждающимся, снижение НДС, электронные учебники для студентов и программу медицинского страхования, охватывающую всех граждан.
Национальная партия зелёных была основана 23 мая 2021 года. К предстоящим выборам партия объявила продовольственную безопасность своим ключевым вопросом наряду с конституционными реформами, которые не были осуществлены двумя основными партиями страны. Партия также предложила увеличить расходы на социальные услуги и туристическую инфраструктуру; эти проекты будут финансироваться за счет создания легальной индустрии каннабиса.

## Результаты
Лейбористская партия завоевала дополнительно семь мест, получив 13 из 17 мест в Палате представителей. Впервые с момента обретения независимости Объединённая рабочая партия потеряла место в Микуд-Норт и сохранила только два места, место премьер-министра Аллена Частанета и министра торговли Брэдли Феликса, в то время как два бывших члена партии, баллотирующиеся как независимые, Стивенсон Кинг и Ричард Фредерик, получили свои места.
| Партия                                                                           | Голоса  | %     | Места | +/-   |
| -------------------------------------------------------------------------------- | ------- | ----- | ----- | ----- |
| Лейбористская партия                                                             | 43 799  | 50,14 | 13    | +7    |
| Объединённая рабочая партия                                                      | 37 481  | 42,91 | 2     | -9    |
| Национальная партия зелёных                                                      | 271     | 0,31  | 0     | новая |
| Независимые                                                                      | 5807    | 6,65  | 2     | +2    |
| Недействительных/пустых бюллетеней                                               | 1694    | 1,90  | -     | -     |
| Всего                                                                            | 89 052  | 100   | 17    | 0     |
| Зарегистрированных избирателей/Явка                                              | 174 332 | 51,08 | -     | -     |
| Источник: Electoral Department Архивная копия от 31 июля 2021 на Wayback Machine |         |       |       |       |

## Последующие события
Лидер лейбористов Филип Пьер был приведён к присяге в качестве нового премьер-министра 28 июля. Новый кабинет министров был приведен к присяге 5 августа на церемонии, на которой присутствовал премьер-министр Антигуа.